# 张效廉
张效廉（1964年4月—），山东梁山人，生于吉林蛟河。北京林业大学林业系森林病虫害防治专业毕业，北京大学经济学院政治经济学专业在职博士研研究生学历。

## 生平
1985年1月加入中国共产党，1986年7月参加工作。历任共青团北京市委副书记、书记，中共北京市房山区委副书记、代区长、区长，黑龙江省政府省长助理兼省森林工业总局党委书记，中共牡丹江市委书记，中共哈尔滨市委副书记、市长等职。2010年7月，任中共黑龙江省委常委、省委宣传部部长。2018年11月，被增补为第十三届全国政协委员、农业和农村委员会驻会副主任。2020年8月27日，改任全国政协经济委员会驻会副主任。2023年1月17日，不再担任全国政协经济委员会驻会副主任职务。
2024年10月21日，因涉嫌严重违纪违法，接受中央纪委国家监委纪律审查和监察调查。2025年4月21日，中央纪委国家监委决定给予其决定给予张效廉开除党籍处分，按规定取消其享受的待遇，收缴其违纪违法所得，将其涉嫌犯罪问题移送检察机关依法审查起诉，所涉财物一并移送。